# Weserstadion
Das Weserstadion (auch Weser-Stadion) ist das Fußballstadion des Fußballvereins Werder Bremen. Es liegt in Bremen, Hauptstadt des Bundeslandes Bremen, direkt am rechten Ufer des namensgebenden Flusses Weser in der Pauliner Marsch, einem Überflutungsgebiet vor dem Osterdeich im Stadtteil Östliche Vorstadt, Ortsteil Peterswerder. Die Fans der Heimmannschaft versammeln sich vornehmlich in der Ostkurve.
Nach verschiedenen früheren Umbauten wurde das Weserstadion zuletzt von 2008 bis 2011 aus- und umgebaut sowie modernisiert. Seit der Fertigstellung zu Saisonbeginn 2011/12 hat es eine Kapazität von etwas mehr als 42.000 Plätzen. Der Eigentümer des Stadions ist die Bremer Weser-Stadion GmbH, die sich jeweils zur Hälfte im Eigentum des SV Werder Bremen und der Stadt Bremen befindet.

## Geschichte

### 1909–1962
Der erste Vorläufer des Weserstadions, ein Sportplatz mit Holztribüne, wurde 1909 vom Allgemeinen Bremer Turn- und Sportverein erbaut. Mit seinem Neubau 1926 erhielt es seine erste große Tribüne, Umkleidekabinen und Restaurant. Das Stadion hieß nun ABTS-Kampfbahn und wurde fortan neben Fußballspielen auch für politische Massenveranstaltungen genutzt. Seinen heutigen Namen erhielt das Stadion erstmals 1930. Seitdem trägt dort auch der SV Werder Bremen seine Spiele aus. Auch der Bremer Sport-Verein von 1906 trug seine Oberligaspiele bis 1963 hier aus. Zwischen 1934 und 1945 hieß das Stadion Bremer Kampfbahn und diente vor allem der NSDAP. Während des Zweiten Weltkrieges standen dort drei Flakbatterien. Ab 1945 wurde es als IKE-Stadion bezeichnet und für amerikanische Mannschaftssportarten genutzt. Seit seiner Wiedereröffnung 1947 trägt es durchgängig den Namen Weserstadion. Im Juli 1951 fanden auf der Aschenbahn im Stadion zum ersten Mal professionelle Rennen in verschiedenen Disziplinen des Bahnradsports statt.

### 1963–2007
Das Weserstadion erfuhr in seiner langen Geschichte zahlreiche Erweiterungen und Umbauten bzw. Renovierungen. Neue Tribünen erweiterten zwar seine Kapazität, andere Maßnahmen, vor allem der Umbau von Steh- zu Sitzplätzen, wirkten dem aber entgegen. Daher war die Kapazität des Weserstadions von den 1970er Jahren an bis 2002 tendenziell abnehmend. Es seien nachfolgend nur die wichtigsten Baumaßnahmen genannt:
Für die erste Saison der Fußball-Bundesliga 1963 wurden die Nordgerade überdacht und eine neue Flutlichtanlage installiert. 1965 wurden die Kurventribünen mit einem Oberrang fertiggestellt, und zwar als Belohnung für die erste deutsche Fußballmeisterschaft durch den SV Werder Bremen. 1978 wurde die Nordtribüne neu gebaut und die Flutlichtmasten errichtet – seinerzeit die stärkste Beleuchtung eines europäischen Fußballfeldes.
Am 6. Mai 1980 ließ die Bundeswehr 1200 Rekruten im Weserstadion ihr feierliches Gelöbnis ablegen. Das Ereignis, das als festliche Veranstaltung aus Anlass des 25-Jahre-Jubiläums des NATO-Beitritts gedacht war, rief Gegendemonstrationen von linken und pazifistischen Gruppierungen hervor, die in Straßenschlachten mit der Polizei eskalierten. Insgesamt fanden sich ca. 8000 Demonstranten ein, an die 250 Polizisten wurden verletzt, der Sachschaden war ebenfalls erheblich.

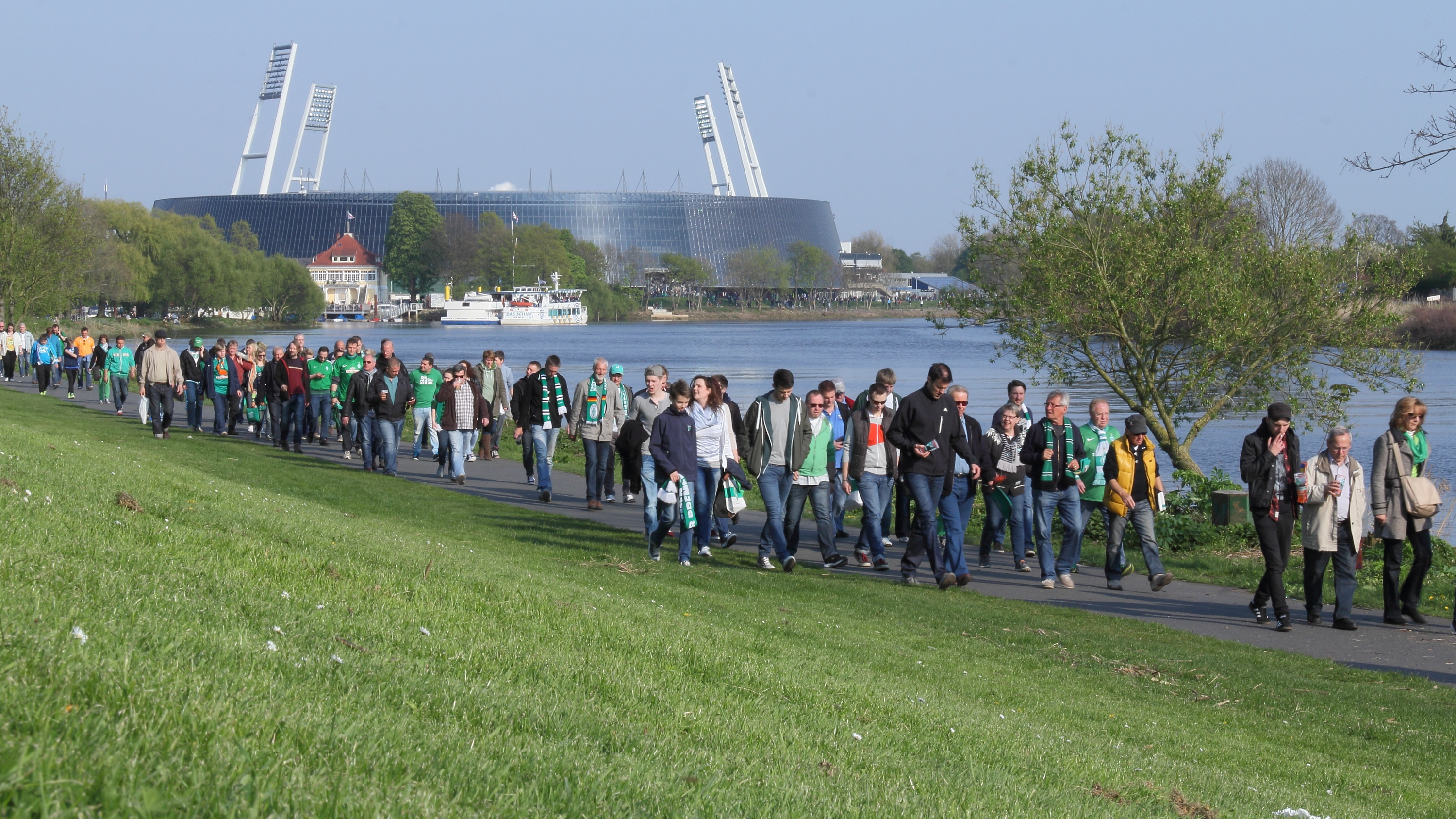
Weserstadion nach dem Spiel

Seit Anfang der 1990er Jahre existiert eine Leichtathletikhalle unter der Südtribüne mit 60-m-Bahn, Weit-, Hoch- und Stabhochsprunganlagen und einem Fitnessraum.
1992 wurde das Weserstadion das erste Stadion in Deutschland mit Logen.
1997 wurde die Ostkurve neu gebaut, mit einem fünfgeschossigen Mantelbau inklusive Umkleidekabinen, Fanshop, Geschäftsstelle, Jugendinternat und Deutschlands erster Großraumloge mit 700 Plätzen und angeschlossenem Restaurant.
1998 wurde im Stadion eine Rasenheizung installiert.
2002 wurde der Stadioninnenraum um zwei Meter abgesenkt, die 400-Meter-Laufbahn wurde entfernt und mit mobilen Tribünen überbaut. Die Kapazität des Stadions erhöhte sich um ca. 8000 Plätze auf ca. 43.500.
Im Auftaktspiel der Bundesligasaison 2004/05 sorgte eine defekte Muffe – ein Element zur Verbindung von Stromkabeln – dafür, dass die Stromversorgung der Flutlichtmasten eingeschränkt war. Das Spiel zwischen Werder und dem FC Schalke 04 konnte erst mit einer 65-minütigen Verspätung um 21:36 Uhr angepfiffen werden. Bremen siegte mit 1:0 durch Nelson Valdez in der 84. Minute. Da war es schon 23:15 Uhr. Es ist bis heute das spätest erzielte Tor in der Geschichte der Bundesliga. Die Muffe ist im Vereinsmuseum Wuseum ausgestellt.
2006 wurden die bis dahin roten Sitze gegen grüne ausgetauscht. Auf beiden Geraden ist auf dem Unterrang zudem seither der Schriftzug „Werder Bremen“ in weißer Farbe zu lesen.

### Umbau 2008
Ausgangslage

Die Lage des Weserstadions in Bremen

Die Pauliner Marsch, in der das Weserstadion liegt, ist ein Naherholungsgebiet und als Überschwemmungsgebiet für den Hochwasserschutz ausgewiesen. Nördlich des Stadions befindet sich auf dem Osterdeich eine wichtige Hauptverkehrsstraße. Neben dem Stadion liegen das Stadionbad, zwei Tennisvereine und ein Segelclub. Die Tennisvereine wehrten sich gegen den Bau eines dritten Oberranges, da durch die größere Höhe des Stadions deren Trainingsplätze verschattet würden. Dem Tennis-Club Rot-Gelb, dessen Anlage sich unmittelbar neben dem Stadion befindet, wurde der Pachtvertrag gekündigt, und es wurde eine Ersatzfläche angeboten. Zudem wurde die angespannte Verkehrssituation genannt, da zu wenige Parkplätze zur Verfügung stünden. Entlang des Osterdeichs und in den nördlich angrenzenden Straßen gibt es eine dichte Wohnbebauung, deren Bewohner ebenfalls Bedenken anmeldeten. Während der Spieltage kommt es immer wieder zu Belästigungen im Umfeld. Daher wurde zusätzlich ein Verkehrskonzept für diesen Bereich entwickelt.

#### Ausbaupläne
Die anfänglichen Planungen sahen vor, die Kapazität auf 50.000 Plätze zu erhöhen. Die markanten Flutlichtmasten wären einer Installation unter dem neu zu errichtenden Dach mit einem dritten Oberrang gewichen. Dieses sollte mit einer Solaranlage ausgerüstet werden, die einen Teil der benötigten Energie aus Sonnenenergie gewinnt. Die Solarfläche wurde ursprünglich für eine Größe bis 20.000 m² geplant. Die Kosten wurden auf 40 bis 50 Millionen Euro geschätzt. Um einen fangerechten Umbau zu erreichen, hat sich die Faninitiative Pro Weserstadion gebildet.
Am 12. April 2007 stimmte die Baudeputation einem Ausbau des Stadions zu, der am 17. April 2007 dann auch vom Bremer Senat verabschiedet wurde. Die Umbauarbeiten sollten Ende Dezember 2007 beginnen und bis August 2008 abgeschlossen sein.
2008 beschloss der SV Werder Bremen, wegen erhöhter Kosten nicht am geplanten Ausbau festzuhalten. Seit Mai 2009 wurde das Weserstadion zu einem reinen Fußballstadion umgebaut. Die West- und die Ostkurve rückten näher an das Spielfeld heran. Rund 42.500 Personen finden im Stadion Platz.
Die Lage des Stadions in einem Retentionsgebiet machte in Verbindung mit den zwischenzeitlichen Ausbauten zusätzlich Maßnahmen zum Hochwasserschutz erforderlich.

#### Ausbauarbeiten

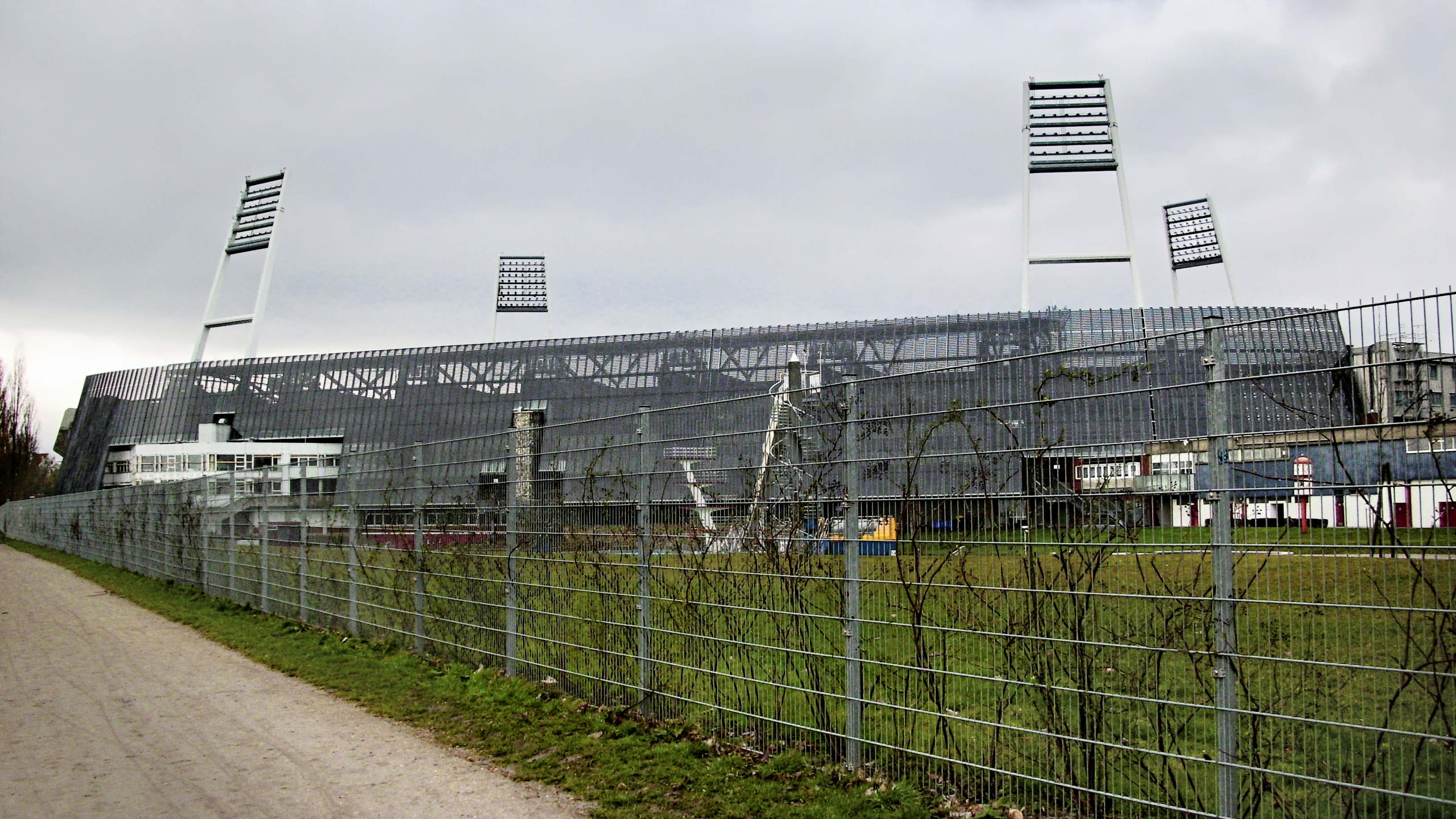
Die neue Fassade der Südgeraden beinhaltet Photovoltaik-Zellen, im Vordergrund das Stadionbad

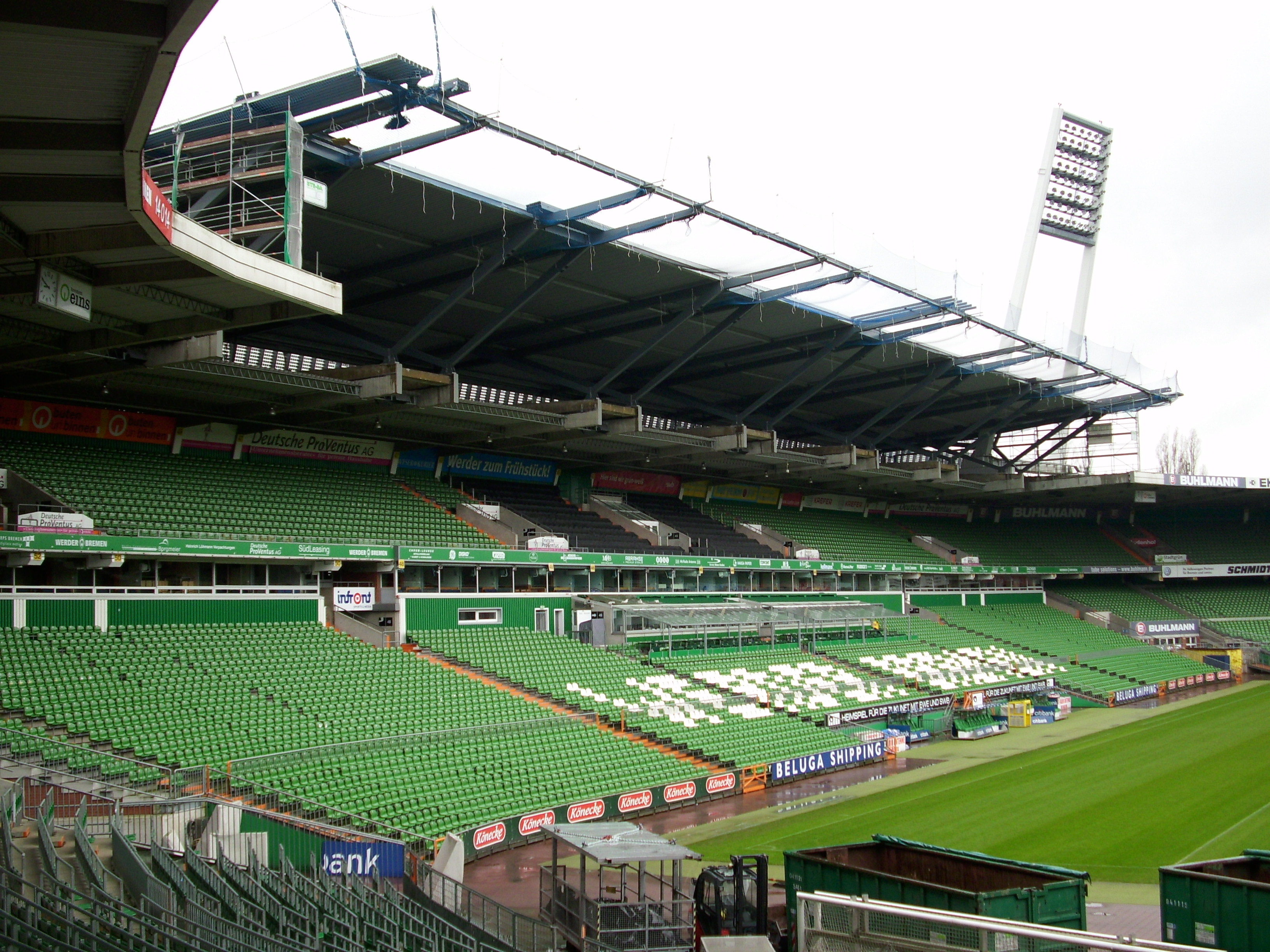
Das neue Dach der Südgeraden (Bild) ist deutlich höher als das alte, ebenso das der Nordgeraden

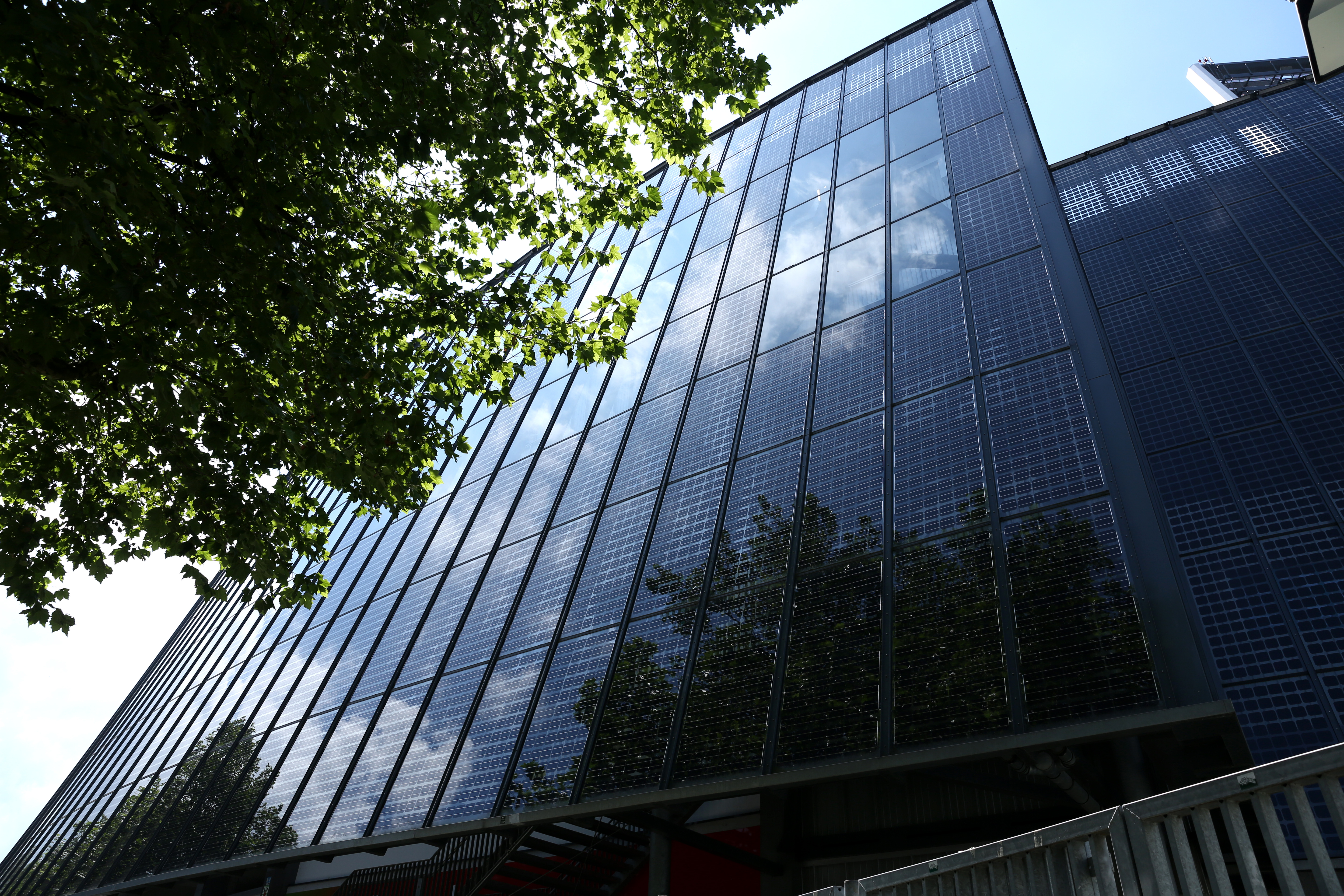
Deutlich zu erkennen sind die Photovoltaik-Elemente, die sich direkt unter den Glasscheiben befinden

Der Ausbau mit Photovoltaik-Elementen auf dem Dach der Nordgeraden erfolgte Ende 2008. Anfang 2009 wurden die letzten Binderpaare auf der Südgeraden installiert, und es begann die Montage der neuen Fassade an der Südgeraden, die Ende März 2009 abgeschlossen wurde. Die Südfassade beinhaltet Photovoltaik-Zellen, die auch in der West- und Ostkurve installiert werden sollten. Allerdings sorgte diese Fassade für Beschwerden, da sie zu stark spiegele und dadurch die Rasenflächen im Stadionbad verbrannt würden. Der Blendeffekt könnte auch störend auf die Badegäste wirken. Kurz vor dem Ende der Bundesliga-Spielzeit 2008/09 wurde mit dem Rückbau des Daches der Westkurve begonnen. Bis Ende 2009 wurde das Dach der neuen Tribüne montiert.
Der Umbau der Ostkurve begann in der Sommerpause 2010. Die Gesamtfläche der Photovoltaikzellen beträgt 16.000 m².

### Namenssponsoring
Die Weser-Stadion GmbH verkaufte 2007 die Sponsorrechte, um unter anderem Geld für den Umbau zu generieren. Das norddeutsche Versorgungsunternehmen EWE bezahlte drei Millionen Euro jährlich von 2007 bis 2018 an die Stadiongesellschaft, verzichtete jedoch darauf, das Stadion umzubenennen. 2019 entschied die Gesellschaft, die Sponsorrechte ebenfalls für drei Millionen Euro jährlich zehn Jahre lang an den Fellbacher Immobilienkonzern Wohninvest zu verkaufen. Der Immobilienkonzern ließ das Stadion ab dem 1. Juni 2019 in Wohninvest Weserstadion (Eigenschreibweise: wohninvest WESERSTADION) umbenennen. Der Vertrag hat eine Laufzeit bis zum 30. Juni 2029. Die Namensumbenennung löste große Proteste in der Bremer Fanszene aus. 600 Menschen demonstrierten mit einem Protestmarsch unter dem Motto „Weserstadion unantastbar“ gegen die Namensänderung. Fangruppen schlugen unter anderem Freundschaftsspiele als Einnahmequelle vor. Auf einem Protest-Flugblatt hieß es, Identifikation sei nicht „bloß netter Nebeneffekt des Profifußballgeschäfts, sondern der Grund für dessen wirtschaftlichen Erfolg“. Seither kam es bei Heimspielen wiederholt zu Protestaktionen gegen die Namensumbenennung. Aufgrund der Insolvenz der Wohninvest Holding wurde der Vertrag zum 30. Juni 2024 beendet.
Im August 2025 wurde bekanntgegeben, dass mit Matthäi, der Harald Pihl GmbH, der PHW-Gruppe mit der Marke Wiesenhof und der Goldschmaus Gruppe sogenannte Flutlichtpartner gefunden wurden, die das Namensrecht für das Weserstadion bis 2030 besitzen, aber auf eine Umbenennung verzichten.

### Das Wuseum
Seit Dezember 2004 befindet sich im Weserstadion auch das Werder-Bremen-Museum, kurz Wuseum. Es entstand im Zuge der Umbaumaßnahmen an der Nordtribüne. Im Wuseum werden die Erfolge und errungenen Titel von Werder ausgestellt. So sind dort die Meisterschale, der DFB-Pokal sowie viele seltene Plakate, Fotos und andere Pokale zu sehen. Außerdem werden in Sonderausstellungen verschiedene außergewöhnliche Spieler oder andere Mitglieder gewürdigt.

### Geplante Modernisierung der Flutlichtanlage
Die bisherige Flutlichtanlage entspricht schon seit Längerem nicht mehr den Anforderungen der DFL. Das Spielfeld wird nicht gleichmäßig genug für die Fernsehübertragungen ausgeleuchtet. Der Verein plant für den Sommer 2025 die Installation einer modernen LED-Anlage am Dachrand. Die vier bisher genutzten Masten sollen, als Wahrzeichen des Stadions, erhalten bleiben. Offen ist die Frage, ob sie in das neue LED-Lichtkonzept einbezogen werden können oder nicht.

### Verkehrsanbindung

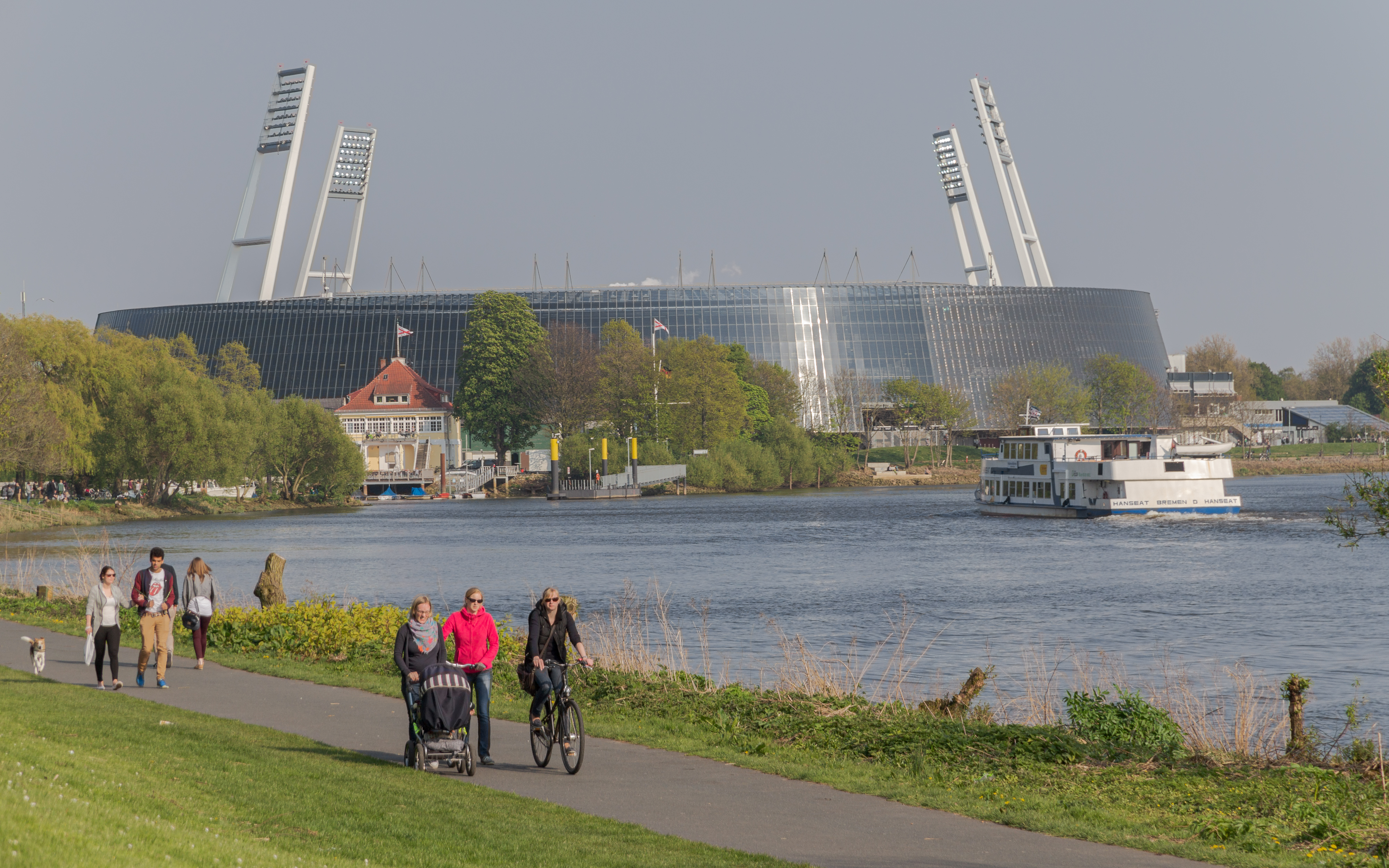
Mit dem Schiff zum Weserstadion

Die Verkehrssituation rund um das Weserstadion und die räumliche Enge vor Ort wurde vor allem im Zusammenhang mit dem Ausbau 2008 als Problem gesehen. Die einzige Zufahrtsmöglichkeit besteht über den Osterdeich, was immer wieder zu massiven Verkehrsbehinderungen führt, vor allem, wenn der Fan-Verkehr sich mit dem üblichen Berufsverkehr mischt. Die Lage in der Pauliner Marsch lässt nur sehr eingeschränkte Ausbaumaßnahmen zu, so fehlen beispielsweise auch adäquate V.I.P.-Parkplätze, was als Hauptgrund genannt wird, weshalb Bremen bei der Austragung von Länderspielen oft übergangen wird. Die wenigen Stellflächen dürfen nur von Berechtigten mit Sonderausweis genutzt werden. An Spieltagen werden die Straßen rund um das Stadion weiträumig gesperrt, nur Anwohner dürfen mit ihrem Pkw passieren. Für anreisende Fans steht neben der Haltestelle Weserstadion der Bremer Straßenbahn ein umfangreiches Shuttlebus-System zur Verfügung, welches zahlreiche kostenfreie Parkplätze mit dem Stadion verbindet. Zudem besteht seit 2009 – einmalig in Deutschland – eine Anreisemöglichkeit per Schiff. Unmittelbar hinter dem Stadion wurde ein Anleger gebaut, welcher im regelmäßigen Taktverkehr bedient wird und eine bequeme und gemütliche Anreise ermöglicht.

Das Weserstadion
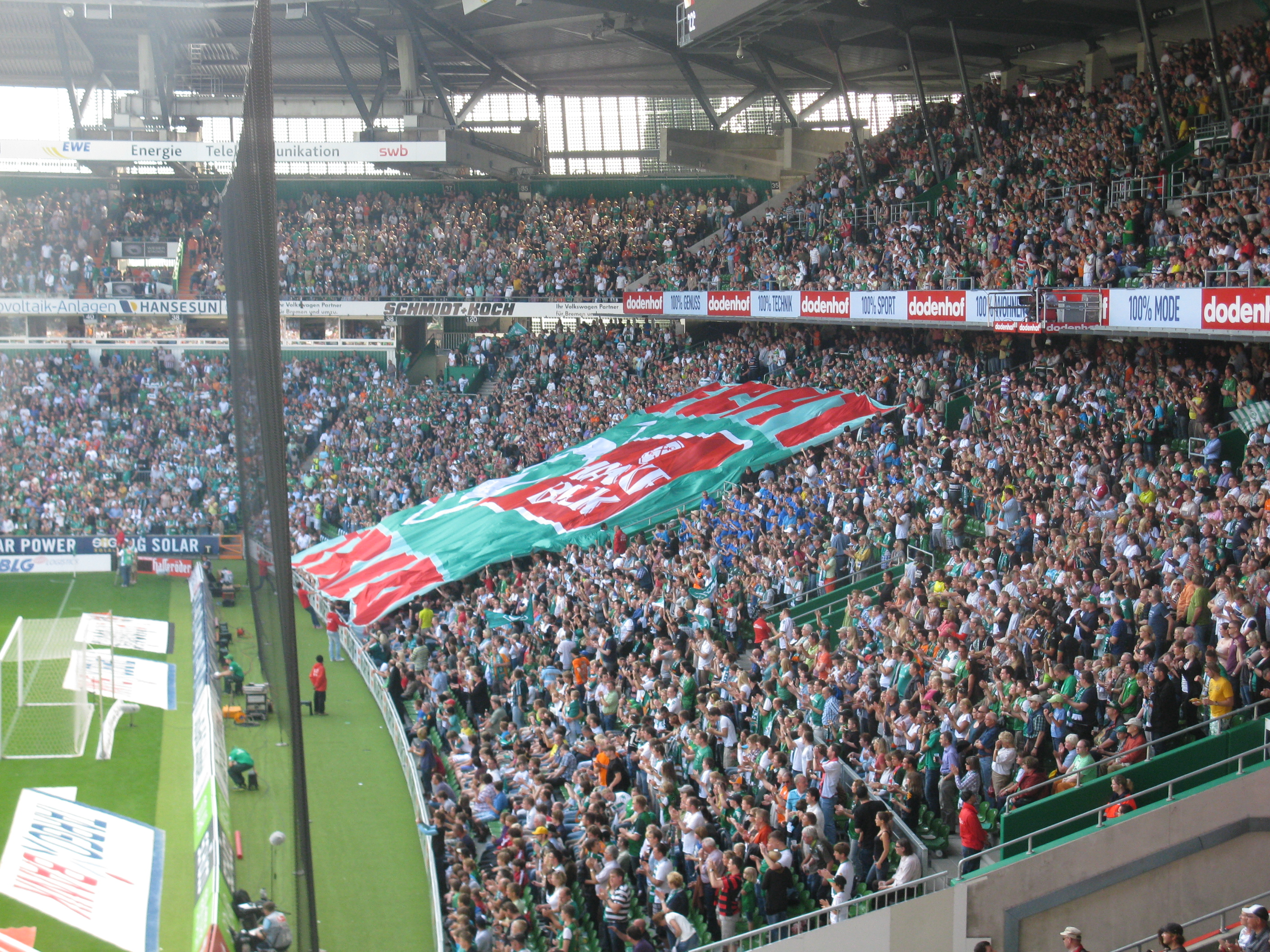
Westkurve nach dem Umbau
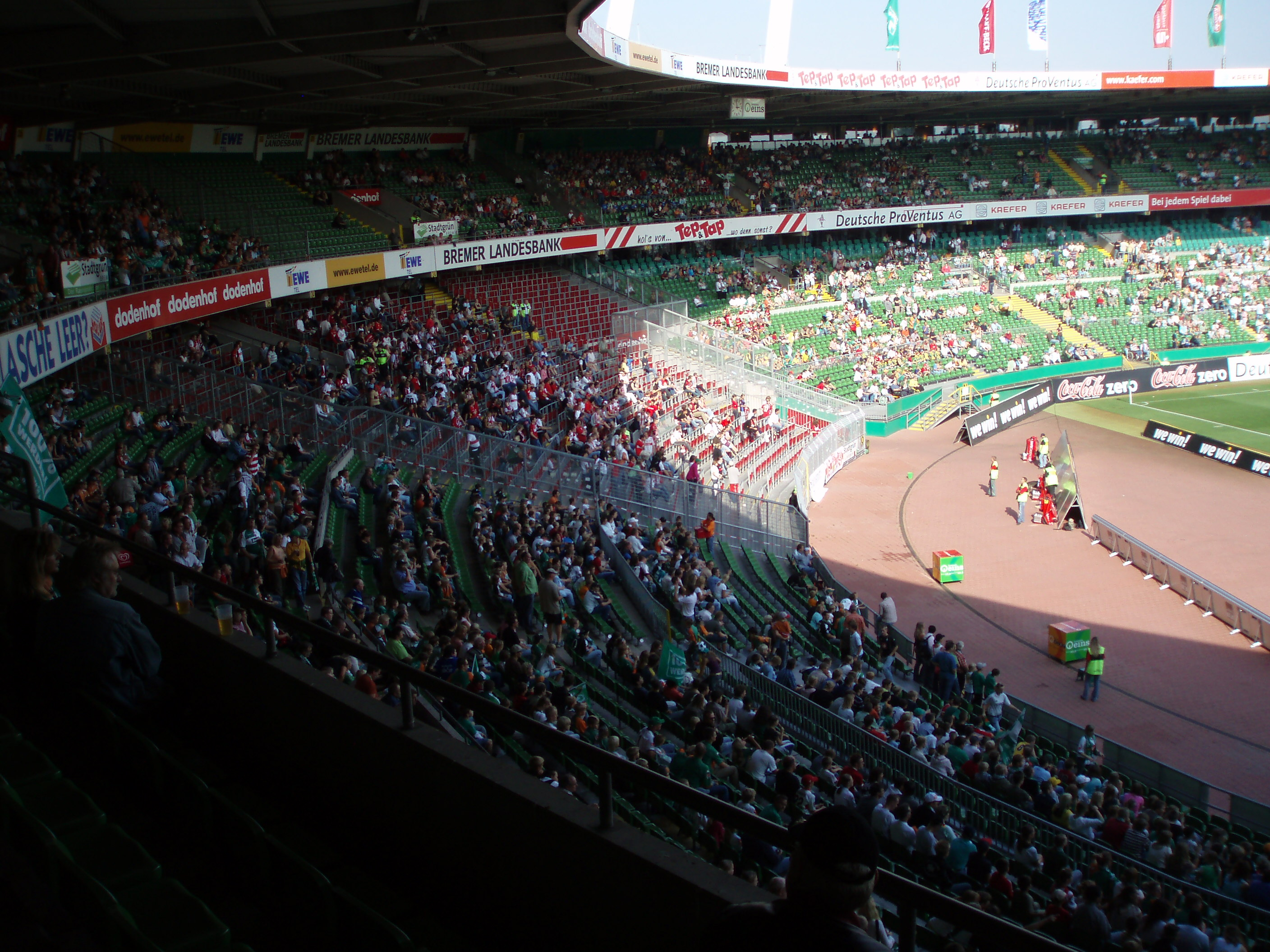
Westkurve des Weserstadions mit dem Gästebereich vor dem Umbau
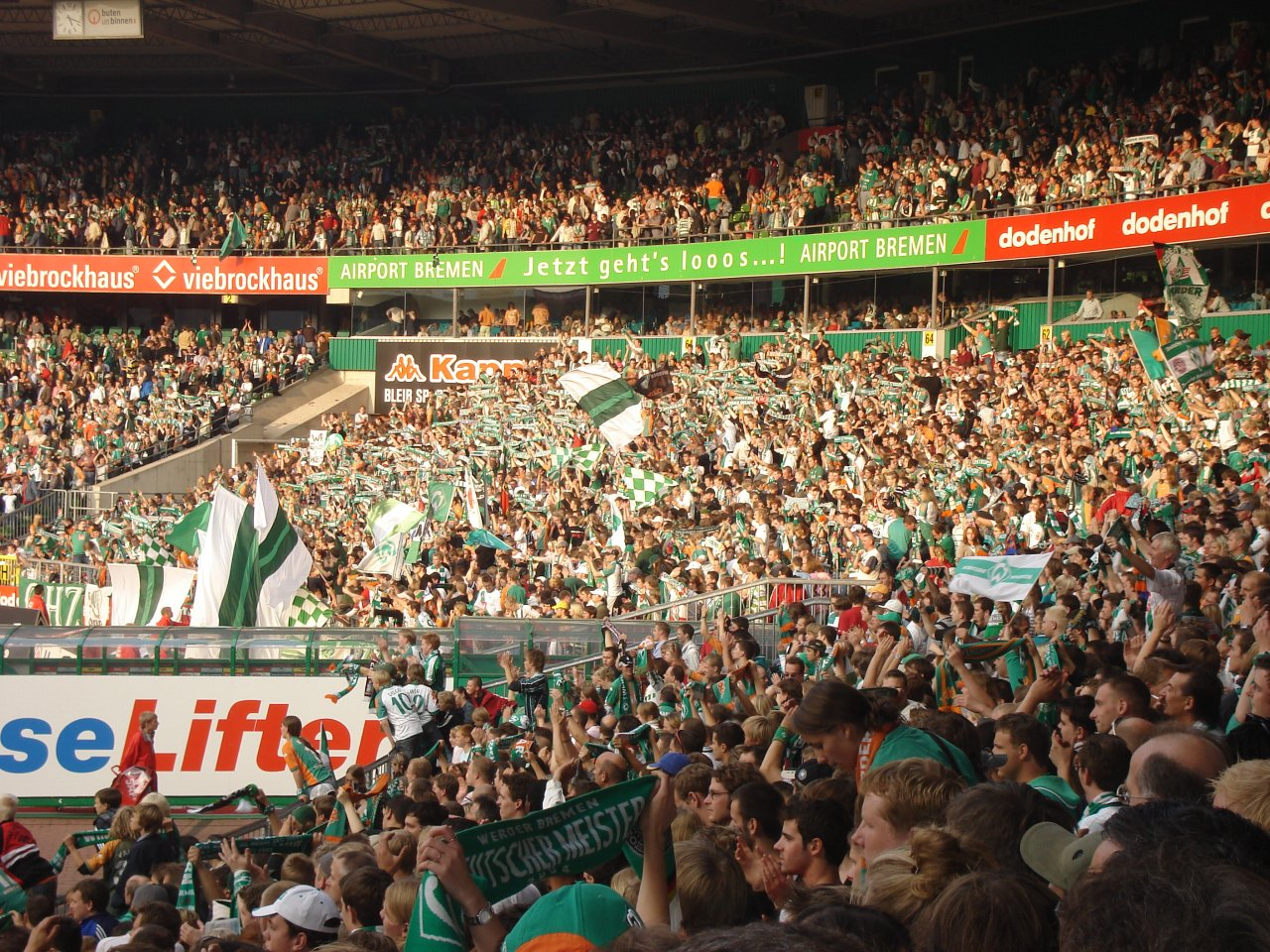
Werder-Fans bei einem Fußballspiel (Ostkurve)
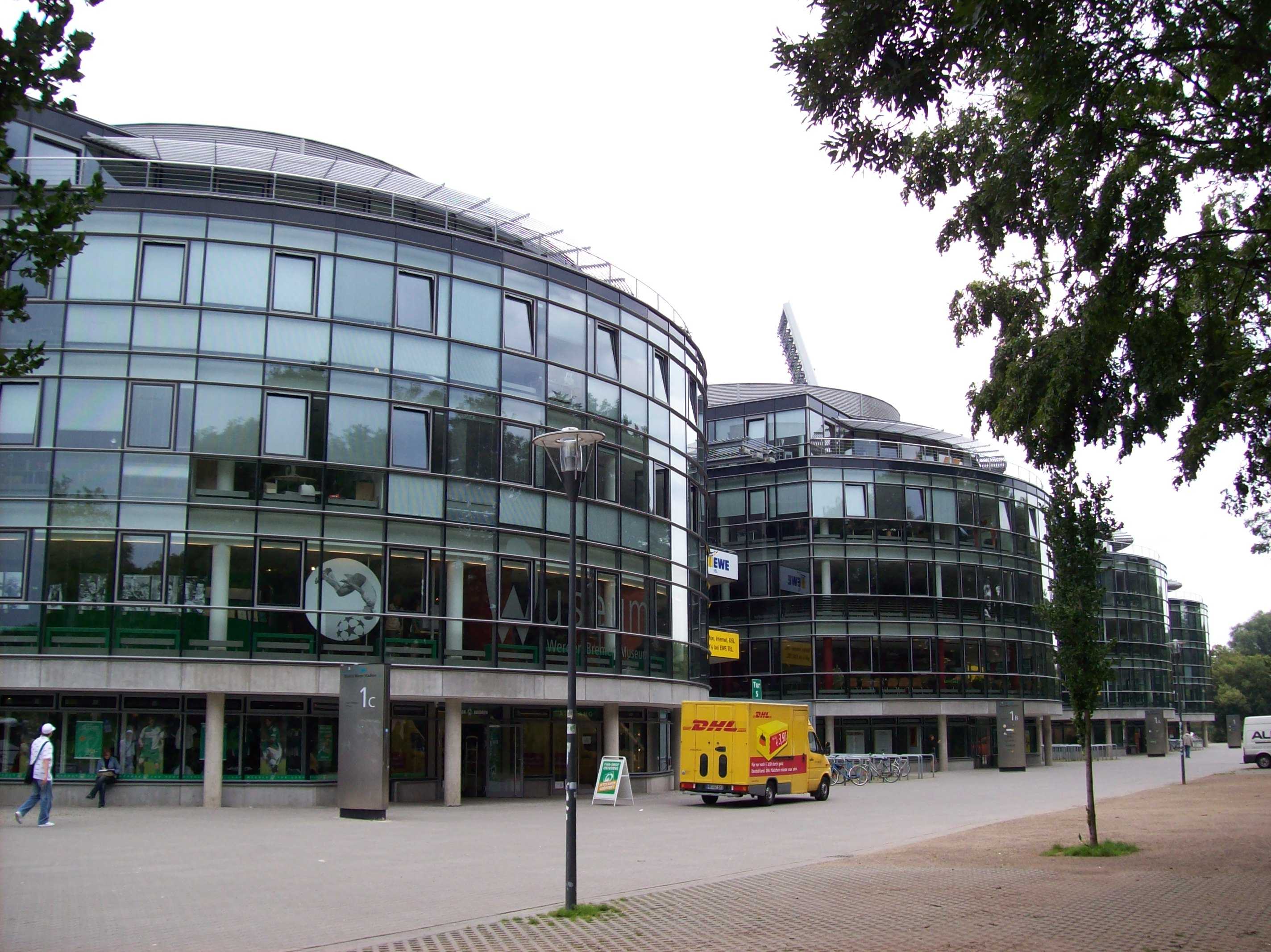
Nordseite mit Museum
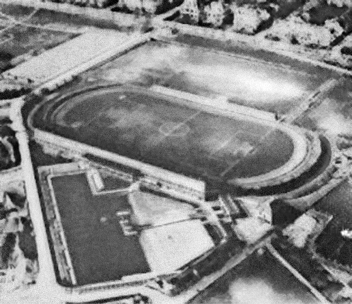
Die ABTS-Kampfbahn, unten links das Stadionbad (1928)
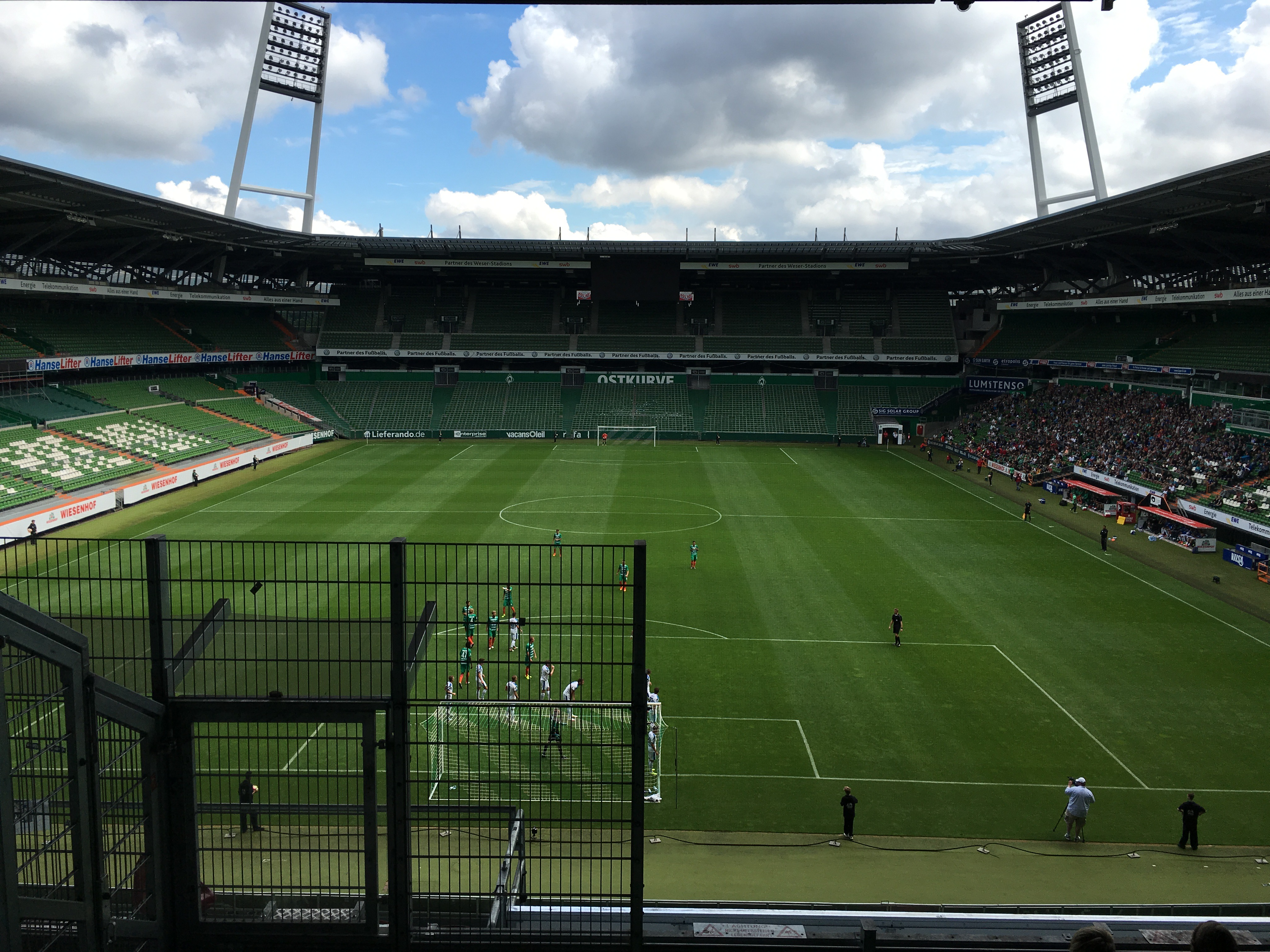
Weserstadion: Werder Bremen 2 gegen Sportfreunde Lotte
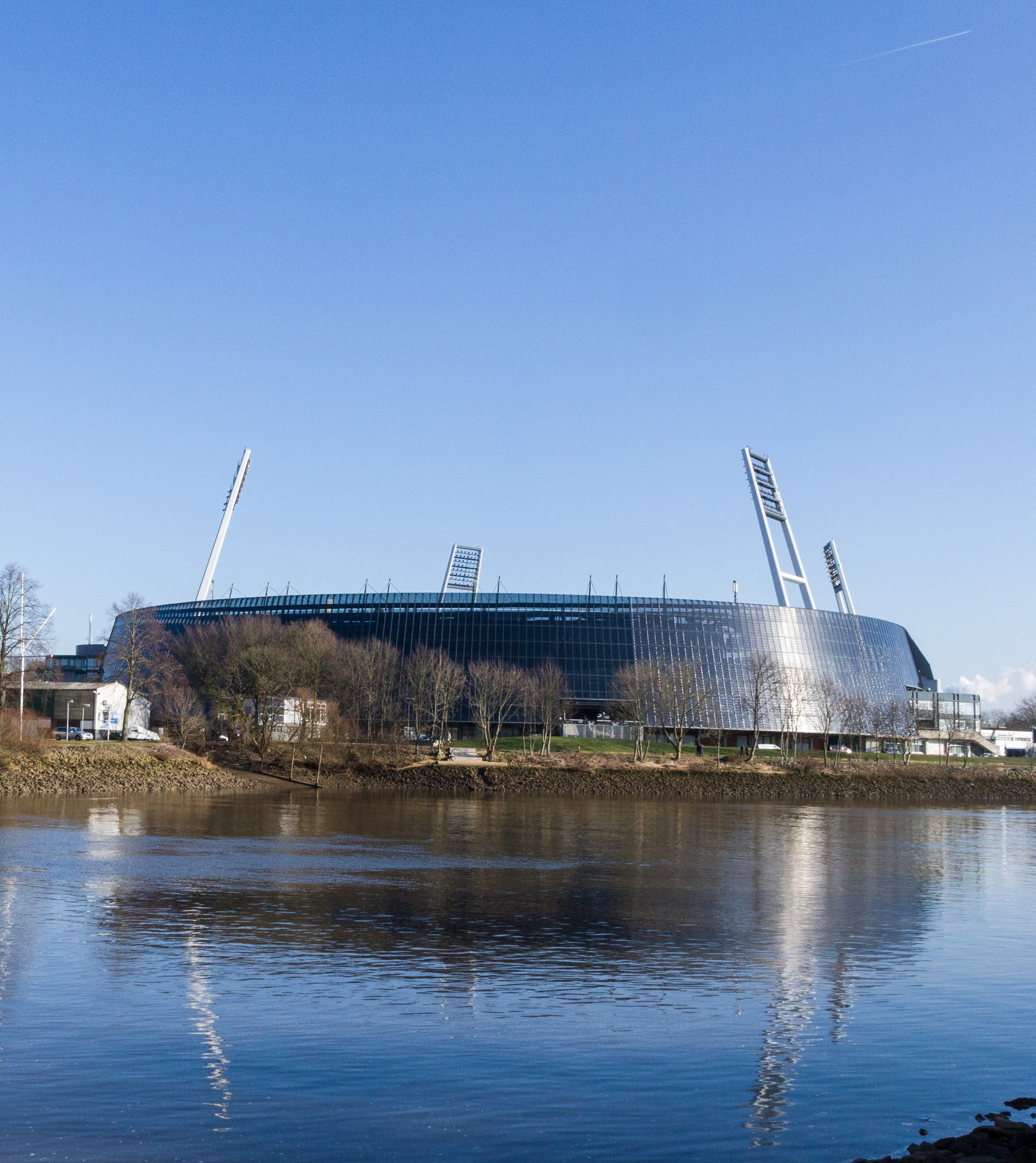
Lage an der Weser
Ehemaliges Logo des Bremer Weserstadions bis 2019

## Spiele der deutschen Fußballnationalmannschaft im Weserstadion
Im Weserstadion fanden bisher elf Länderspiele der deutschen Fußballnationalmannschaft statt. Das erste am 23. Mai 1939 gegen Irland (1:1); das bisher letzte am 12. Juni 2023 gegen die Ukraine (3:3). Zu einem besonderen Vorkommnis kam es am 28. April 1999 bei dem Spiel gegen Schottland. Durch den Ausfall der Flutlichtanlage musste die Halbzeitpause um 15 Minuten verlängert werden.
Am 14. November 2014 sollte das Qualifikationsspiel zur Fußball-Europameisterschaft 2016 gegen Gibraltar in Bremen stattfinden. Am 25. Juli 2014 entzog der DFB der Stadt Bremen die Partie und benannte Nürnberg mit dem damaligen Grundig Stadion als neuen Spielort. Der Grund für den Entzug war der Streit um die Beteiligung an den Kosten für Polizeieinsätze bei Fußballspielen, die die rot-grüne Regierung der Hansestadt am 22. Juli 2014 beschlossen hatte.
Am 12. Juni 2023 fand eine Partie zwischen Deutschland und der Ukraine (3:3) statt. Die Benefizbegegnung war das 1000. Länderspiel der deutschen Fußballnationalmannschaft. Es war nach mehr als elf Jahren das erste Länderspiel im Weserstadion.
| Datum         | Gegner                 | Ergebnis  | Anlass                           | Zuschauer |
| ------------- | ---------------------- | --------- | -------------------------------- | --------- |
| 23. Mai 1939  | Irland                 | 1:1 (1:0) | Freundschaftsspiel               | 35.000    |
| 27. Feb. 1980 | Malta                  | 8:0 (3:0) | Qualifikation zur EM 1980        | 33.278    |
| 4. Juni 1988  | Jugoslawien            | 1:1 (0:1) | Freundschaftsspiel               | 13.000    |
| 2. Juni 1992  | Nordirland             | 1:1 (1:1) | Freundschaftsspiel               | 24.000    |
| 30. Apr. 1997 | Ukraine                | 2:0 (0:0) | Qualifikation zur WM 1998        | 33.242    |
| 28. Apr. 1999 | Schottland             | 0:1 (0:0) | Freundschaftsspiel               | 27.000    |
| 29. Mai 2001  | Slowakei               | 2:0 (0:0) | Freundschaftsspiel               | 18.000    |
| 30. Apr. 2003 | Serbien und Montenegro | 1:0 (0:0) | Freundschaftsspiel               | 26.000    |
| 7. Sep. 2005  | Südafrika              | 4:2 (1:1) | Freundschaftsspiel               | 28.100    |
| 29. Feb. 2012 | Frankreich             | 1:2 (0:1) | Freundschaftsspiel               | 37.800    |
| 12. Juni 2023 | Ukraine                | 3:3 (1:2) | 1000. Länderspiel – Benefizspiel | 35.795    |

Am 12. Oktober 1982 gewann die deutsche U-21-Nationalmannschaft im Finalrückspiel der Europameisterschaft im Weserstadion vor 7000 Zuschauern mit 3:2 gegen England. Da das Hinspiel mit 1:3 verloren wurde, ging der Titel an England.

## Spiele der deutschen Fußballnationalmannschaft der Frauen im Weserstadion
Im Rahmen der UEFA Women’s Nations League 2025 traten die deutschen Frauen zum ersten Mal im Bremer Weserstadion an.
| Datum        | Gegner      | Ergebnis  | Anlass                           | Zuschauer |
| ------------ | ----------- | --------- | -------------------------------- | --------- |
| 30. Mai 2025 | Niederlande | 4:0 (3:0) | UEFA Women’s Nations League 2025 | 32.398    |

## Konzerte im Weserstadion
Zahlreiche internationale und nationale Künstler traten im Weserstadion auf.
| Datum                     | Künstler                   | Vorprogramm                              |
| ------------------------- | -------------------------- | ---------------------------------------- |
| 30. Juli 1988             | Bruce Springsteen          |                                          |
| 9. Juni 1990              | Tina Turner                | Richard Marx                             |
| 8. Juni 1991              | Bee Gees                   |                                          |
| 7. Juni 1992              | Elton John                 | Crowded House                            |
| 25. Juli 1992             | Dire Straits               | Was (Not Was)                            |
| 8. Aug. 1992              | Michael Jackson            |                                          |
| 9. Juni 1993              | U2                         | Die Toten Hosen, Stereo MCs              |
| 18. Juni 1993             | Guns N’ Roses              | Blind Melon, The Quireboys               |
| 1. Juli 1994              | Bryan Adams                | Texas, Héroes del Silencio, Jimmy Barnes |
| 26. Mai 1995              | Bon Jovi                   | Van Halen, Ugly Kid Joe, Die Doofen      |
| 16. Juni 1996             | Tina Turner                | Six Was Nine                             |
| 31. Mai 1997              | Michael Jackson            | Sabrina Setlur                           |
| 3. Juni 1997              | Michael Jackson            | Sabrina Setlur                           |
| 23. Aug. 1997             | The Kelly Family           |                                          |
| 2. Sep. 1998              | The Rolling Stones         | Big Country                              |
| 29. Mai 1999              | Marius Müller-Westernhagen |                                          |
| 12. Juni 1999             | Wolfgang Petry             | Trademark                                |
| 17. Juni 1999             | Bruce Springsteen          |                                          |
| 20. Juli 1999             | Lionel Richie              |                                          |
| 2. Sep. 2000              | Bon Jovi                   | Toploader                                |
| 11. Mai 2003 12. Mai 2003 | Herbert Grönemeyer         | Creutzfeld & Jakob                       |
| 6. Juni 2003              | Bon Jovi                   | Live                                     |
| 16. Juni 2004             | Metallica                  | Slipknot, In Flames                      |
| 5. Juni 2006              | Depeche Mode               | Goldfrapp, The Raveonettes               |
| 25. Juni 2007             | Herbert Grönemeyer         | Clueso                                   |

2012 berichtete Radio Bremen, dass Konzertveranstalter von der Buchung des Weserstadions absehen würden, weil es seit dem letzten Umbau 10.000 Plätze Zuschauerkapazität für solche Veranstaltungen eingebüßt habe. Die Betreibergesellschaft legte 2016 bei der Bremer Baubehörde Pläne vor, wonach durch ein geändertes Fluchtwegekonzept die verlorene Kapazität zurückgewonnen werden sollte, um ab 2017 wieder Konzerte im Stadion zu ermöglichen. Die Bremer Baubehörde genehmigte die Pläne im März 2017, legte die Zuschauerkapazität jedoch auf maximal 38.000 Besucher fest. Nur drei Monate später mussten die Pläne jedoch zu den Akten gelegt werden: Durch die Verlegung eines Hybridrasens auf der Spielfläche des Stadions wurde die Nutzung als Veranstaltungsort für Konzerte faktisch unmöglich gemacht.

## Daten

### Kapazität National
- Gesamt: 42.100
- Stehplätze: ca. 10.600[53]

### Kapazität International
- Gesamt: 37.441 Sitzplätze

### Kapazität für Konzerte
- Gesamt: 38.000

### Weitere Daten
- Spielfeld: Größe 105 × 68 m, Hybridrasen, Rasenheizung, integrierte Besprengungsanlage, Entwässerungsanlage
- Sanitärbereiche: Herren: 68 WC-Kabinen, 288 Urinale – Damen: 132 WC-Kabinen – Behinderte: 4 WC-Kabinen, 2 WC-Anlagen im Außenbereich
- Logen: 70 (720 Plätze)
- Großraumlogen: 1 (700 Plätze)
- Rollstuhlgerechte Plätze: 127
- Flutlicht: 4 Flutlichtmasten, je 61 m hoch (relativ zum Spielfeld), je Mast 51 Strahler à 2000 Watt
- Beleuchtungsstärke (1 m über Rasen): 1900 Lux
- Anzeigetafel: Zwei LED-Video-Displays (EXPSport, Größe ca. 74 m², 6 × 9-Format[54])
- Gesamtlänge mit Fassade: 253 m
- Dachhöhe innen: 30,10 m außen: 28 m
- Länge der Flutlichtmasten 39 m
- alte Dachhöhe 20,50 m